# Weinreb-ketonsynthese
De Weinreb-ketonsynthese is een chemische reactie voor de synthese van ketonen of aldehyden. Het is de reactie van een zogenaamde Weinrebamide met een organometaalverbinding (een Grignard-reagens of een organolithiumverbinding). Ze is genoemd naar de Amerikaanse scheikundige Steven M. Weinreb die ze in 1981 publiceerde samen met Steven Nahm.
Weinrebamiden zijn N-methoxy-N-methylamiden, amiden waarin op het stikstofatoom een methylgroep en een methoxygroep  zijn gesubstitueerd. Ze kunnen in een voorafgaande stap bereid worden uit een zuurchloride van een carbonzuur door reactie met N,O-dimethylhydroxylamine of het hydrochloridezout hiervan:
Beide stappen zijn nucleofiele acylsubstituties. Met een overmaat van lithiumaluminiumhydride kan een Weinrebamide gereduceerd worden tot een aldehyde.

## Mechanisme
De nucleofiele acylsubstitutie van een amide met een organometaalverbinding zoals een Grignard-verbinding levert in de regel niet het keton op, omdat het gevormde keton erg reactief is en opnieuw reageert met de organometaalverbinding tot het corresponderende alcohol ("over-additie"):
Dit gebeurt echter niet met een Weinrebamide. De N-methoxy-N-methylamidegroep is een relatief slechte leaving group die niet gemakkelijk verdreven wordt. In de plaats daarvan vormt het Weinrebamide met de organometaalverbinding een stabiel chelaat. Pas door het toevoegen van een zure oplossing wordt het keton uit dit chelaat bevrijd:

## Betekenis
Met de Weinreb-ketonsynthese kan men in twee stappen een carbonzuur of een carbonzuurderivaat zoals een zuurchloride of een ester omzetten in een keton met vorming van een koolstof-koolstofbinding. De reactie heeft een goede opbrengst. Weinrebamiden zijn nuttig gebleken in de synthese van verschillende geneesmiddelen en de totaalsynthese van natuurlijke stoffen zoals spirofungin A en B.

## Bereiding van Weinrebamiden
Weinrebamiden kunnen op verschillende manieren uit een carbonzuur bereid worden, waaronder:
- Door reactie van het corresponderende zuurchloride met N,O-dimethylhydroxylamine (eerste reactie):

- Door reactie van een ester met een organometaalverbinding van N,O-dimethylhydroxylamine (tweede reactie):

- Door rechtstreeks het carbonzuur te reageren met N,O-dimethylhydroxylaminehydrochloride na activering met 1,1′-carbonyldi-imidazool.[3]